# Sebastián Fernández
Sebastián Bruno Fernández Miglierina, cunoscut ca Seba Fernández (n. 23 mai 1985, Montevideo, Uruguay) este un fotbalist aflat sub contract cu Nacional.